# 吳邦謀
吳邦謀（James Ng），筆名吳詹仕，是香港航空歷史愛好者及作者，對航空的歷史及發展一直積極研究及探討，專門收藏有關啓德機場及本地航空交通的文獻、相片、圖片、模型和舊物。
吳邦謀從事於香港航空業，任職香港機場管理局電力工程維修高級經理，註冊為特許工程師(CEng)，持有香港工程師學會會員及英國工程及科技學會會員等專業資格。
曾著作《天空之城 - 從啟德出發》及《再看啟德．從日佔時期說起》，曾於香港大學、中文大學、三聯書局舉行大型航空珍藏及圖片展覽。2008年初，曾借出航空收藏品給香港特區政府規劃署，於舊中區警署以舉行"啓德 : 地、人及規劃"(Kai Tak : Place, People & Plan)展覽。
2009年9月於鑽石山荷里活廣場舉行《夢想飛翔賀國慶》百年航空珍藏展。2012年9月8日，於尖沙嘴海防道九龍公園香港文物探知館演講廳舉辦《香港啟德機場的興建與歷史發展》專題講座。2014年，吳邦謀為機場管理局策劃、劉智鵬博士主編的《天空下的傳奇－從啟德到赤鱲角》提供相片等歷史資料。2015年，著作新書《香港航空125年》，由中華書局出版。書中照片總值超過一百萬，部份是吳邦謀自己購買。

## 著作
- 《從啓德出發》，吳詹仕，經濟日報出版社，2007，ISBN 978-962-678-456-3 。
- 《再看啟德．從日佔時期說起》，吳邦謀，共和媒體，2009，ISBN 978-988-17500-4-4 。
- 《說航空．論飛機》，吳邦謀，經濟日報出版社，2011，ISBN 978-962-678-686-4 。
- 《香港航空125年》，吳邦謀，中華書局(香港)有限公司，2015，ISBN 978-988-834-088-0

## 外部参考
1. ↑  .   [2015-09-23]. （原始内容存档于2015-09-25）.
2. ↑  專利設計提升跑道燈維修效率 - 機電工程署[永久]
3. ↑  .   [2015-09-23]. （原始内容存档于2019-08-03）.
4. ↑  .   [2015-09-23]. （原始内容存档于2015-09-25）.
5. ↑  .   [2015-09-23]. （原始内容存档于2015-09-25）.
6. ↑  .   [2015-09-23]. （原始内容存档于2015-09-25）.

- 亞洲電視【解密百年香港】『啟德謎夢』（页面存档备份，存于）
- 中大逸夫書院舉辦「回到啟德」航空珍藏展
- 百年航空展晒冷 飛一般珍藏
- 吳邦謀:《說航空．論飛機》（页面存档备份，存于）